# Рут Тейтельбаум
Рут Тейтельбаум (до шлюбу — Ліхтерман; англ. Ruth Teitelbaum, Ruth Lichterman; 1924–1986) — американська програмістка, одна з перших розробниць першого у світі програмованого комп'ютера ENIAC; одна з перших комп'ютерних програмістів у світі.

## Біографія

### Ранні роки
Про ранні роки Рут Тейтельбаум не збереглося багато інформації. Народилася у 1924 році в єврейській родині в Нью-Йорку. За даними колеги Рут за проєктом ENIAC Джин Бартік, походила із сім'ї науковця єврейського походження і в дитинстві жила в районі Фар-Рокавей у боро Квінз Нью-Йорка. Після завершення школи Ліхтерман навчалася в Гантерському коледжі при Міському університеті Нью-Йорка, де здобула бакалаврський ступінь з математики.

### Наукова кар'єра
У середині 40-х років — під час розпалу Другої світової війни — Адель Голдстайн запросила Ліхтерман до Електротехнічної школи Мура, яка незадовго до того була заснована Армією США при Пенсильванському університеті. У Школі Мура Ліхтерман займалася обрахуванням балістичних траєкторій — зокрема вручну вирішувала диференціальні рівняння, будучи однією із близько 80 жінок-«комп'ютерів».
Коли Збройні сили США вирішили профінансувати експериментальний проєкт першого у світі програмованого комп'ютера ENIAC, Ліхтерман увійшла до шістки жінок, яких запросили стати першими програмістками нового проєкту. Серед розробниць ENIAC були — за дошлюбними прізвищами — Мерлін Мельцер, Кетлін Макнальті, Бетті Дженнінгс (Джин Бартік), Бетті Снайдер, та Франсіс Білас. Серед їхніх завдань було ручне перемикання балістичних програм за допомогою десятків перемикачів для маршрутизації даних; особисто Ліхтерман, серед іншого, займалася вираховуванням рівнянь балістичних траєкторій. У 1946 році проєкт ENIAC був розсекречений, і його творці отримали перше публічне визнання.
У середині 1947 року, разом із деякими іншими членкинями команди (зокрема, Франсіс Білас і Кетлін Макналті), Рут Ліхтерман перехала до Лабораторії балістичних досліджень англ. Ballistic Research Laboratory), розташованої на військовій базі у комплексі Абердинського випробувального полігону). У цей період вона стала поступово відходити від безпосередньої роботи над розробкою ENIAC і почала займатися навчанням наступної групи програмістів. Попри зміну складу групи у 1947 і 1948 роках, серед нових програмістів частка жінок також була доволі значною.

### Пізні роки і спадок
Рут Ліхтерман покинула проєкт приблизно в середині 1949 року — останньою із шести початкових програмісток ENIAC. Як більшість інших перших програмісток, вона полишила роботу для того, щоб вийти заміж і сконцентруватися на сімейному житті. Після цього вона змінила прізвище Ліхтерман на Тейтельбаум. Померла Рут Тейтельбаум у 1986 році в Далласі (Техас).
Попри те, що Рут Тейтельбаум зіграла визначальну роль у створенні ENIAC, значну частину свого визнання вона отримала вже після смерті — частково через те, що Тейтельбаум померла у віці 62 років, найпершою з усіх перших розробниць ENIAC. У 1997 році перші шість програмісток ENIAC були включені до Залу слави організації Women in Technology International. У той час як інші п'ять розробниць отримали нагороду особисто, за покійну Тейтельбаум нагороду прийняв її чоловік.